# Ladies View

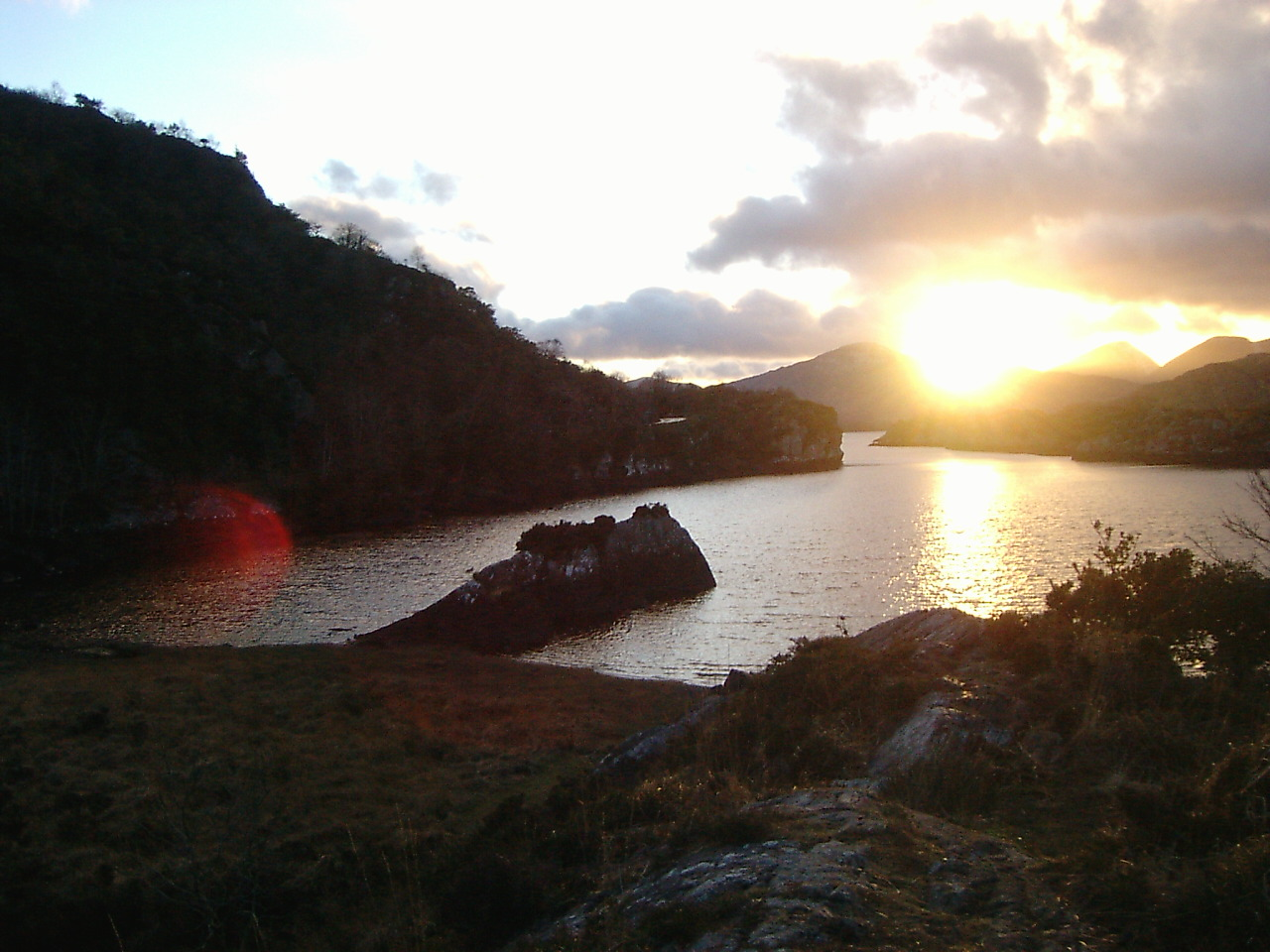
Ladies View

Ladies View is een uitkijkpunt aan de N71 en is onderdeel van de Ring of Kerry.
Het is een deel van het Nationaal Park Killarney in Ierland. Naar verluidt komt de naam van de hofdames van koningin Victoria, die zeer onder de indruk waren van het uitzicht toen het gezelschap in 1861 deze plaats bezocht.

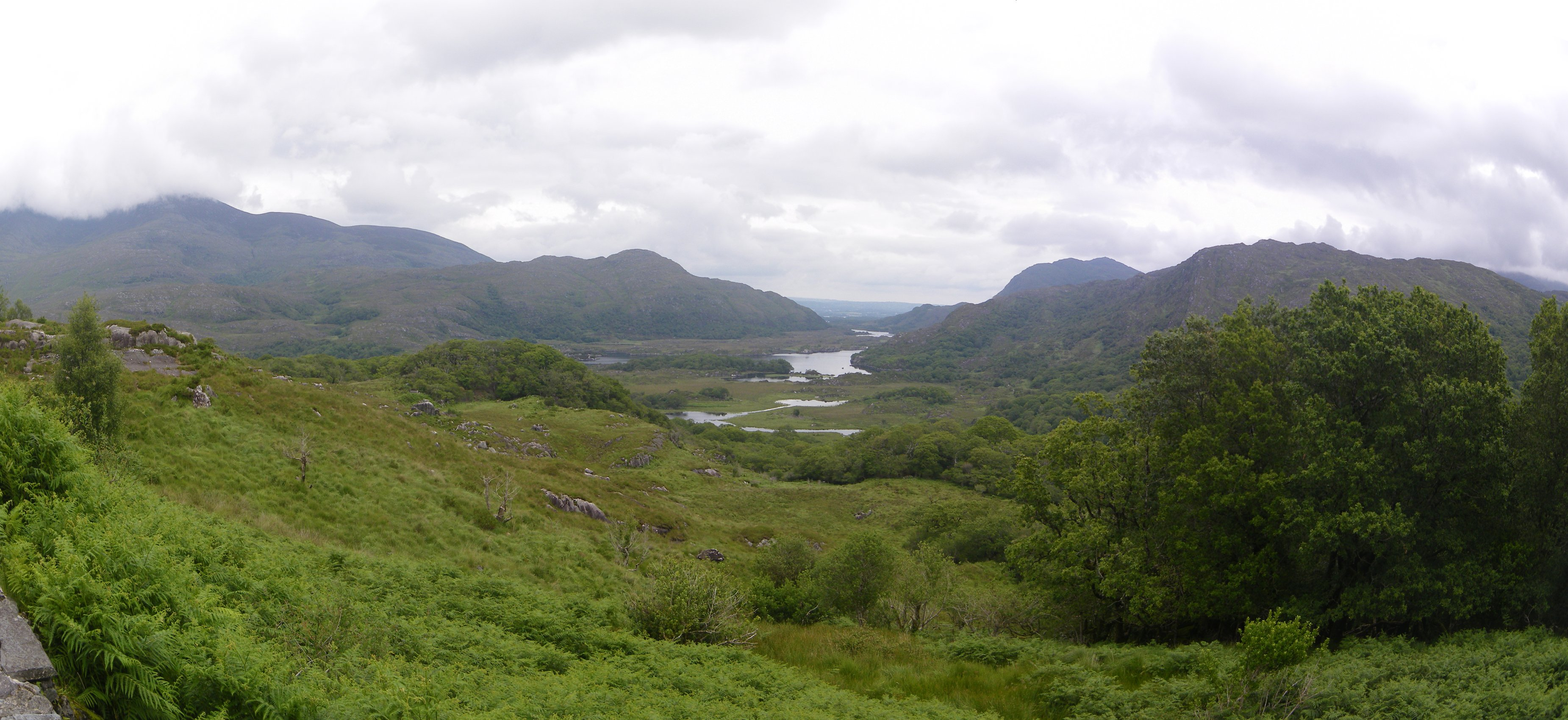
Uitzicht vanaf Ladies View